# Irosin
Irosin é um município de  segunda classe de renda municipal (d) na província Sorsogon, nas Filipinas. De acordo com o censo de 1 de maio  de  2020 possui uma população de 59 267 pessoas e 12 753 domicílios.